# 프랭크 보먼
프랭크 프레데릭 보먼(Frank Frederick Borman, 1928년 3월 14일~2023년 11월 7일)은 전직 미 공군 (USAF) 대령, 항공 엔지니어, 시험 조종사, 사업가, 목장주, NASA 우주 비행사이다. 그는 달 주위를 비행한 최초의 임무 인 Apollo 8의 사령관이었고 짐 러벨 및 빌 앤더스(Bill Anders)와 함께 24명의 인원 중 최초로 의회 우주 명예 훈장을 받았다. 그는 러벨을 제외하고 전직 미국 우주비행사 중 가장 나이가 많았다.
1950년 미국 육군사관학교에서 670명 중 8등으로 졸업하기 4일 전에 보먼은 USAF에 임관했다. 그는 전투기 조종사 자격을 갖추고 필리핀에서 복무했다. 1957년 캘리포니아 공과 대학에서 이학 석사 학위를 취득한 후 웨스트 포인트에서 열역학 및 유체 역학 조교수가 되었다. 1960년 그는 캘리포니아 에드워드 공군 기지에 있는 USAF Experimental Flight Test Pilot School에서 Class 60-C로 선발되어 시험 조종사 자격을 취득했다. 졸업과 동시에 그는 항공우주 연구 파일럿 스쿨의 첫 번째 수업에 5명의 학생 중 한 명으로 합격했다.
보먼은 1962년 넥스트 나인(Next Nine)으로 알려진 두 번째 그룹과 함께 NASA 우주비행사로 선정되었다. 1966년, 그는 제미니 7호의 사령관으로서 14일 간의 우주 비행 내구성 기록을 세웠다. 그는 아폴로 1호 화재를 조사한 NASA 검토 위원회에서 근무한 후 아폴로와 함께 달에 비행했다. 1968년 12월 8일. 이 임무는 명령/서비스 모듈 이 달을 공전할 때 달의 지평선 위로 떠오르는 지구의 Anders가 찍은 Earthrise 사진과 크리스마스 이브에 달의 궤도에서 지구로 중계된 창세기의 낭독으로 유명하다. 아폴로 11호 달 착륙 임무 동안 그는 백악관 에서 NASA 연락 담당자였으며 그곳에서 그는 리처드 닉슨 대통령과 함께 TV에서 발사를 보았다.
1970년 NASA와 USAF에서 은퇴한 후 보먼은 Eastern Air Lines의 운영 수석 부사장이 되었다. 그는 1975년에 Eastern의 CEO가 되었고 1976년에는 이사회 의장이 되었다. 그의 리더십 하에 이스턴은 역사상 가장 수익성이 좋은 4년을 보냈지만, 항공사 규제 완화 와 그가 새 항공기를 구입하기 위해 떠안은 추가 부채로 인해 급여 삭감과 정리해고가 발생했으며 궁극적으로 노조와의 갈등으로 이어져 1986년 사임했다. . 그는 뉴멕시코주 라스 크루세스 로 이사하여 아들 프레드와 함께 포드 대리점을 운영했다. 1998년에 그들은 몬태나주 빅혼에 있는 소 목장을 샀다.

## 어린 시절과 교육
그는 춥고 습한 날씨에 많은 부비동과 유양돌기 문제로 고통받았기 때문에 그의 가족은 보먼이 그의 고향으로 여기는 더 좋은 기후의 애리조나주 투손으로 이사했다. 그의 아버지는 모빌 주유소를 임대했다.
보먼은 Tucson에 있는 Sam Hughes 초등학교에 다녔고 그곳에서 축구와 야구를 했다 . 그런 다음 그는 Mansfeld 중학교에 가서 축구 팀을 위해 노력했다. 그는 몸이 좋지 않았기 때문에 지역 보석 가게의 후원을 받아 지역 소년들과 함께 자신의 팀을 구성했다. 그는 Arizona Daily Star의 사본을 배달하는 신문사를 통해 약간의 돈을 벌었다.
Mansfeld 이후 보먼은 Tucson High School에 진학 하여 우등생이었다. 그는 경기 쿼터백을 온 주니어 대표팀, 다음에 두 번째 문자열 쿼터백이되었다 대표팀 . 첫 번째 줄 쿼터백은 첫 게임에서 팔을 부러뜨리고 대부분의 시즌을 아웃했다. 그 해 그가 시도한 4개의 포워드 패스 중 하나가 모두 불완전 했지만 팀은 계속해서 주 챔피언십에서 우승했다. 그는 또한 학교 2학년인 Susan Bugbee와 데이트를 시작했다.
1941년 미국이 제2차 세계 대전에 참전 한 후 그의 부모는 투손에 있는 새로운 Consolidated Vultee 항공기 공장에서 일자리를 찾았다. 그가 처음 비행기를 탄 것은 다섯 살 때였다. 그는 15세에 비행을 배웠고 Gilpin Field에서 여성 강사인 Bobbie Kroll에게 수업을 들었다. 학생 조종사 면허를 취득했을 때 그는 지역 비행 클럽에 가입했다. 그는 발사나무로 모형 비행기도 만들었다.

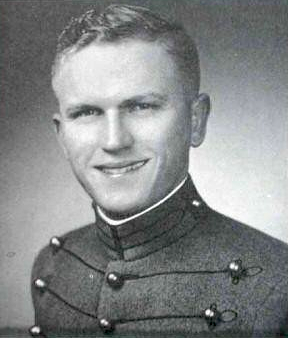
웨스트포인트 생도로서

보먼은 친구의 아버지가 그의 미래 계획에 대해 물었을 때 친구가 모형 비행기를 만드는 것을 돕고 있었다. 보먼은 그가 대학 및 연구에 가고 싶다고 그에게 말했다 항공 공학,하지만 그의 부모는 타주 대학에 그를 보낼 수있는 돈을 가지고 있지 않았고, 어느 것도 애리조나 대학 도 애리조나 주립 대학 최고 수준의 교육 과정을 제공 당시 항공공학과. 그의 축구 기술은 운동장학금을 확보하기에 불충분했고, 그는 웨스트포인트에 있는 미 육군 사관학교에 임용될 수 있는 정치적 인맥이 부족했다. 따라서 그는 군대에 입대할 계획을 세웠으며, 군대를 통해 GI 법안에 따라 무료 대학 등록금을 받을 수 있었다.
그의 친구의 아버지는 그가 Arizona를 대표하는 하원의 원인 Richard F. Harless를 알고 있다고 말했다. Harless는 이미 West Point의 주요 후보자를 가지고 있었지만 보먼의 친구의 아버지는 Harless에게 보먼을 세 번째 대안으로 나열하도록 설득했다. 보먼은 West Point 입학 시험을 보았지만 West Point 임용 가능성이 희박했기 때문에 육군 신체검사도 받아 두 가지 모두에 합격했다. 그러나 종전과 함께 입대에 대한 태도가 바뀌었고, 그를 앞둔 3명의 후보자는 모두 자퇴했다. 고등학교 졸업 후 포트 맥아더 에 보고하는 대신 웨스트 포인트로 갔다.
보먼은 1946년 7월 1일에 1950년 졸업생으로 웨스트포인트에 입성했다. 입학하기 힘든 해였다. 반원 중 많은 사람들이 그보다 나이가 많았고 제2차 세계 대전에 참전했다. 신고식 상급생에 의한이 일반적이었다. 또 다른 도전은 수영을 배우는 것이었다. 그는 평민 축구 팀을 위해 노력했다. 그의 기술은 부족했지만 수석 코치 Earl Blaik 은 그를 부감독으로 데려갔다. 마지막 해에 보먼은 그의 회사를 지휘하는 사관 후보생의 주장이었고 대표팀 축구 팀의 감독이었다.
웨스트포인트를 졸업하는 미공군 장교들은 미 해군사관학교를 졸업한 장교들과 동등한 연공서열을 갖기 위해 졸업 4일 전에 전체 반을 임관했다. 보먼은 1950년 6월 6일에 학사 학위와 함께 졸업했으며 670명의 학급에서 8위를 차지했다.
보먼은 졸업 후 전통적인 60일 무급 휴가를 위해 새로운 Oldsmobile 88 을 타고 부모님과 함께 Tucson으로 돌아갔다. 그는 웨스트 포인트에 있는 동안 Susan과 헤어졌지만 그 이후로 재고했다. 그녀는 University of Pennsylvania에서 치과 위생 학위를 취득했으며 University of Arizona에서 교양 과정을 시작할 계획이었다. 그는 그녀를 다시 만나자고 설득했고 그녀에게 프러포즈했다. 그녀는 이를 받아들였고 1950년 7월 20일 투손 에 있는 힐스 성공회에 있는 성 필립스에서 결혼했다.

## 공군
애리조나주 피닉스에서 짧은 신혼 여행을 보낸 후 보먼은 1950년 8월 북미 T-6 텍사스에서 기본 비행 훈련을 위해 텍사스의 페린 공군 기지 에 보고했다. 학급의 최고 학생들은 그들이 추구할 비행 분야를 선택할 수 있는 특권을 가졌다. 보먼은 전투기 조종사로 선출되었다. 따라서 그는 고급 훈련을 위해 1951년 2월 피닉스 근처의 윌리엄스 공군 기지로  처음에는 북미 T-28 트로이 목마, 그 다음에는 F-80 제트 전투기에 파견되었다. 전투기 조종사들은 1년 전 한국전쟁이 발발한 한국으로 파견되고 있었다. 그는 피닉스 근처의 루크 공군 기지를 요청했고 배정되었다. – 수잔은 임신 8개월이었다. – 그러나 마지막 순간에 그의 명령은 네바다의 Nellis 공군 기지 로 변경되었다. 그곳에서 그는 공중 폭격과 포격을 연습했다. 그의 첫 아이인 Frederick Pearce라는 아들이 10월에 그곳에서 태어났다.

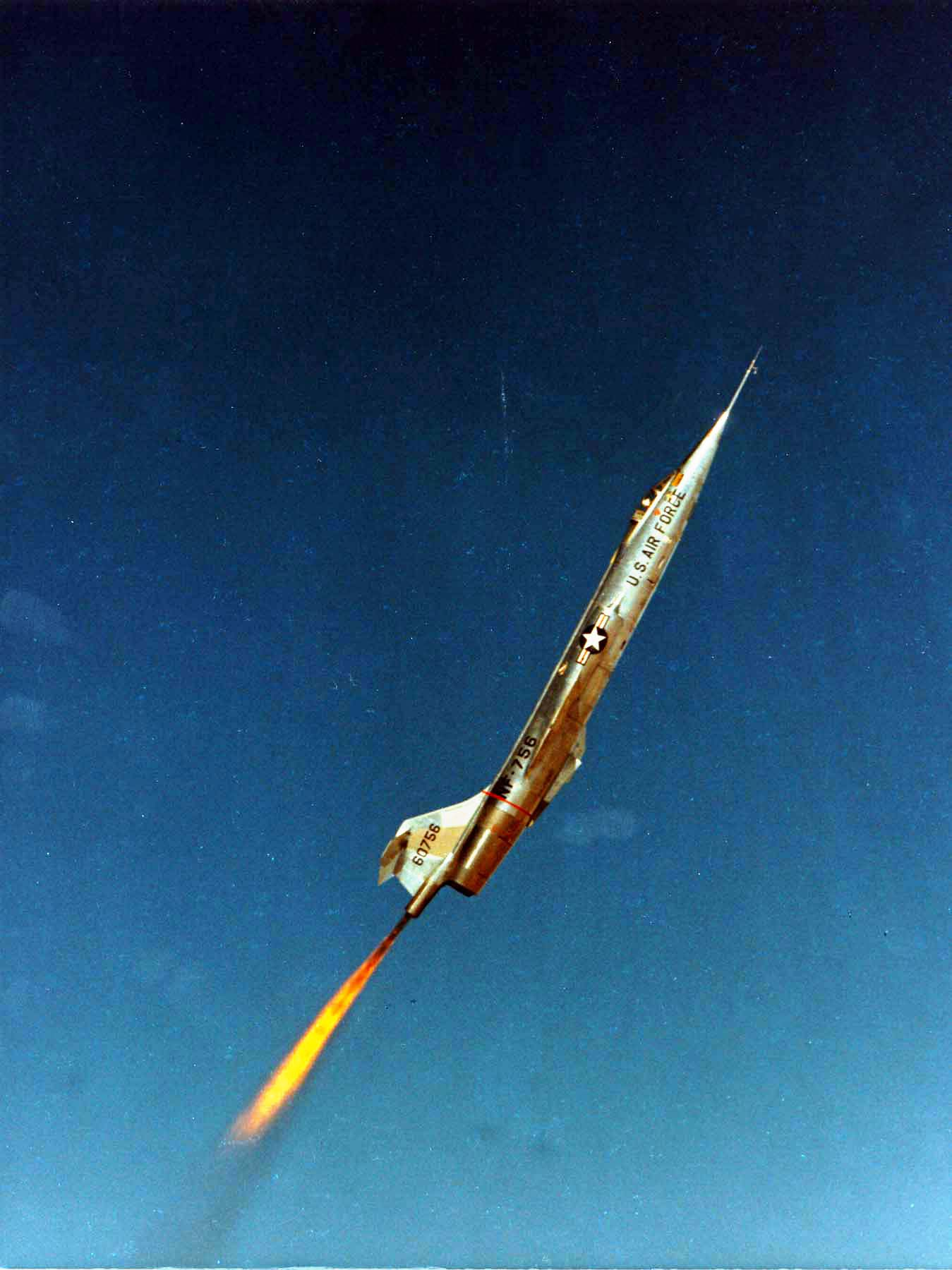
Aerospace Research Pilot School 학생들에게 일부 우주 비행 기술을 익히기 위해 3대의 F-104에 로켓 모터와 대기권 밖에서 사용할 수 있는 반응 제어 장치가 장착되었다.

얼마 지나지 않아 보먼은 심한 머리 감기로 급강하 폭격을 연습하다가 고막 천공을 당했다. 한국으로 가는 대신 캠프 스톤맨 에 보고하라는 명령을 받았고 그곳에서 미군 수송선인 USNS 1951년 12월 20일에 필리핀으로 USNS 수잔은 올즈모빌을 팔고 그와 합류할 항공권을 구입했다. 그는 클락 공군기지에 있는 제44전투폭격비행대 에 배속되어 베테랑 전투기 조종사인 찰스 맥기 소령이 지휘했다. 처음에 보먼은 고막 때문에 비비행 업무로 제한되었다. 그것은 나았지만 기본 의사들은 그가 날면 다시 파열될까봐 두려워했다. 그는 McGee를 설득하여 T-6으로 비행한 다음 슈팅 스타의 트레이너 버전인 Lockheed T-33으로 비행했다. 이것은 의사들을 확신시켰고 보먼의 비행 상태는 1952년 9월 22일에 회복되었다. 그의 둘째 아들 Edwin Sloan은 1952년 7월 Clark에서 태어났다.
보먼은 미국으로 돌아와 주로 T-33으로 조지아 무디 공군 기지에서 제트 계기 비행 교관이 되었다. 1955년에 그는 루크 공군 기지로의 이전을 확보했다. 그의 비행의 대부분은 F-80, F-84, 후퇴익 F-84F 및 T-33이었다. 1956년 그는 처음으로 항공 공학 석사 학위를 마친 후 West Point의 교수진에 합류하라는 명령을 받았다. 3년을 더 갈 수 있는 비비행 직위를 얻기 위해 2년을 보내고 싶지 않은 그는 1년만 걸리는 석사 학위 과정을 찾아 캘리포니아 공과 대학(California Institute of Technology)의 석사 학위 과정에 정착했다. 그는 1957년 6월 항공 공학으로 이학 석사 학위를 받았고  웨스트 포인트에서 열역학 및 유체 역학 조교수가 되어 1960년까지 재직했다. 그는 가르치는 것을 좋아했으며 주말에는 스튜어트 공군 기지에서 T-33을 조종할 수 있었다. 어느 여름 그는 또한 네바다주 스테드 공군 기지 에 있는 USAF 생존 학교 에 다녔다.
1960년 6월, 보먼은 상기 클래스 60-C을 위해 선정되었다 USAF 실험 비행 테스트 파일럿 학교에서 에드워즈 공군 기지 캘리포니아, 그리고되었다 테스트 파일럿 . Michael Collins와 나중에 우주 비행사가 된 James B. Irwin 이 포함된 그의 수업은 1961년 4월 21일에 졸업했다. 미래의 또 다른 우주 비행사인 Thomas P. Stafford도 강사 중 한 명이었다. 졸업 후, 보먼은 시험 조종사가 우주 비행사가 되기 위해 준비하는 대학원인 Aerospace Research Pilot School의 첫 번째 수업에 5명의 학생 중 한 명으로 합격했다. 클래스의 동료 회원은 미래의 우주 비행사 Jim McDivitt를 포함 한다. 수업에는 미시간 대학의 궤도 역학 과정이 포함되었으며 수정된 보잉 KC-135 Stratotanker 및 Convair C-131 Samaritan 항공기에서 무중력 비행이 있었다. 보먼은 Lockheed F-104 Starfighter로 훈련을 도입했다. 최대 70,000 피트 (21,000 m), 산소 부족으로 엔진이 차단된 다음 최대 90,000 피트 (27,000 m) . 이것은 힘 없는 하강과 내려오는 길에 엔진을 다시 시작하는 것이다. 압박복 이 필요했다.
1962년 4월 18일, NASA는 1959년에 머큐리 프로젝트로 선정된 머큐리 세븐 우주비행사를 지원하고 제미니 프로젝트 비행에 합류할 새로운 우주비행사 그룹의 지원을 공식적으로 수락한다고 발표했다. 미 공군 자체 내부 선택 프로세스를 수행하고, 열한 후보의 이름을 제출 하였다. 1962년 5월 NASA 선정 과정에서 말하는 방법과 행동하는 방법에 대한 간단한 교육 과정을 그들에게 제공했다. 후보자들은 이를 '매력 학교'라고 불렀다. 다음 나인 중 하나로 보먼의 선택은 1962년 9월 17일에 공개적으로 발표되었다. Edwards에 있는 USAF 시험 조종사 학교의 지휘관인 Chuck Yeager는 그에게 이렇게 말했다. 강제 경력 작별 인사."  공군 복무 중 보먼은 3,600시간의 비행 시간을 기록했으며 그 중 3,000시간은 제트기였다.

## NASA
보먼은 가족과 함께 유인 우주선 센터 (Manned Spacecraft Center, MSC)가 아직 설립되지 않은 텍사스주 휴스턴으로 이사하여 $26,500( 227000 첫 주택 건설 계약을 체결했다. ). Mercury Seven이 설정한 선례에 따라 9명의 각각은 다른 사람들과 공유할 수 있는 전문 지식을 개발하고 설계자와 엔지니어에게 우주 비행사 의견을 제공하는 특별한 영역이 할당되었다. 보먼의 임무는 프로젝트 Gemini에서 사용하는 Titan II 부스터였지만 그는 해당 분야에 대한 경험이 없었다. 이 임무에는 Titan II가 제작된 콜로라도주 덴버 와 메릴랜드주 볼티모어에 있는 Martin Marietta 공장을 여러 번 방문하는 작업이 포함되었다. 그의 책임에는 중단 상황을 위해 개발된 비상 감지 시스템 (EDS)이 포함되었다. 보먼은 인간의 반응 시간이 충분히 빠르지 않은 상황에서는 자동화 시스템에 의존해야 한다는 Wernher von Braun과 동의했다. 이것은 자동화 시스템이 인간의 기술보다 우수하다는 개념을 받아들이지 않은  NASA 비행 승무원 지원 본부장인  Warren J. North 와 같은 노련한 손자들에게 많은 경악이었다. .
교실수업도 있었다. 처음에 각 우주비행사들은 우주선 추진, 궤도 역학, 천문학, 컴퓨팅, 우주 의학과 같은 주제에 대해 4개월 동안 강의실에서 강의를 받았다. 또한 Gemini 우주선, Titan II 및 Atlas 부스터, 아제나 표적기에 대한 친숙도가 있었다. 정글 생존 훈련에서 미 공군 트로픽 생존 학교에서 실시되었다 Albrook 공군 역 파나마, 온 네바다 테드 공군 기지에서 사막 생존 훈련, 물 생존 훈련 딜버트 덩커 상기 해군 비행장 펜사콜라 플로리다와 갤버스턴 베이에 . 아리조나 의 그랜드 캐년과 유성 분화구 로 견학을 가는 등 지질학에 대한 50시간의 교육이 있었다. 보먼은 시간 낭비라고 생각했다. 그는 나중에 인터뷰에서 "나는 돌을 줍는 데 관심이 없었다"고 말했다. "나는 소련을 달까지 이기고 싶었다."

### 제미니 프로젝트

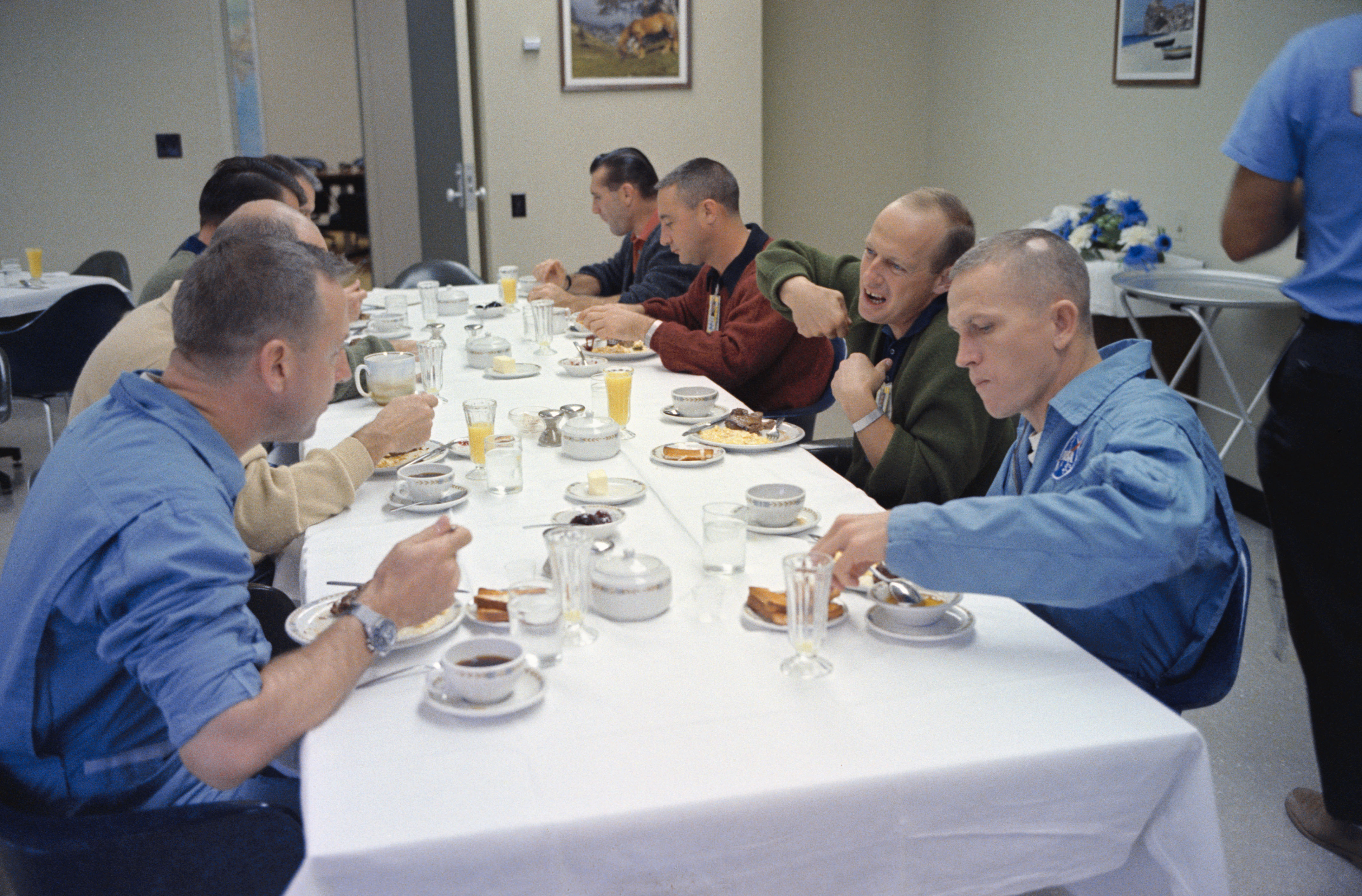
동료 우주비행사들이 제미니 7호 임무를 수행하기 전에 아침 식사를 위해 합류한 보먼(오른쪽)

비행 승무원 운영 책임자인 머큐리 세븐(Mercury Seven) 우주비행사 데크 슬레이튼(Deke Slayton )은 프로젝트 제미니(Project Gemini) 비행의 잠정 일정을 작성 했을 때 머큐리 세븐 우주비행사 앨런 셰퍼드(Alan Shepard)에게 첫 번째 유인 비행인 제미니 3(Gemini 3)의 사령부를 할당했으며 넥스트 나인(Next Nine) 우주비행사 톰 스태포드(Tom Stafford)를 그의 임무로 삼았다. 부조종사. 머큐리 세븐의 우주비행사 거스 그리섬(Gus Grissom)은 보조 조종사로 보먼(보먼)과 함께 백업 승무원을 지휘하게 된다. Slayton이 고안한 승무원 순환 시스템에 따르면 한 임무의 백업 승무원은 다음 세 번째 임무의 전성기가 된다. 따라서 보먼은 14일 간의 장기 임무로 계획된 Gemini 6의 부조종사가 되었다.
달에 대한 Apollo 임무는 최소 일주일이 걸릴 것으로 예상  Project Gemini의 목표 중 하나는 그 기간 동안 우주에서 작동하는 승무원과 우주선 구성 요소의 능력을 테스트하는 것이었다. 1963년 10월 Shepard가 정박하자 Grissom과 보먼은 Gemini 3호의 주요 승무원이 되었다. Grissom은 보먼을 그의 집으로 초대하여 임무에 대해 이야기를 나누었고 오랜 토론 끝에 그가 할 수 없다고 결정했다. 보먼과 함께 일하십시오. Gene Cernan에 따르면 "Grissom과 보먼의 자아는 너무 커서 단일 우주선에 들어갈 수 없다."  따라서 Slayton은 보먼을 John Young으로 교체했다.
Slayton은 여전히 2주 간의 비행을 위해 보먼을 원했지만 현재는 Gemini 7 로 전환되었기 때문에 보먼은 Gemini 4의 예비 사령관으로 지정되었고 Jim Lovell 이 부조종사였다. 이것은 1964년 7월 27일에 공식적으로 발표되었으며,  쌍둥이 자리에 할당되었다. 7은 1965년 7월 1일에 Ed White 와 Michael Collins를 백업으로 사용했다. 보먼은 첫 번째 임무를 지휘하도록 선택된 그의 그룹의 4명 중 한 명이었고, 나머지는 McDivitt, Neil Armstrong 및 Elliot  See는 임무 3개월 전에 제트기 추락 사고 로 사망했다. 프라임과 백업 승무원은 함께 임무를 위해 훈련을 받았고, 보먼은 자신의 임무에 대한 예행연습에 해당하는 백업으로서의 경험을 가치 있게 여겼다.

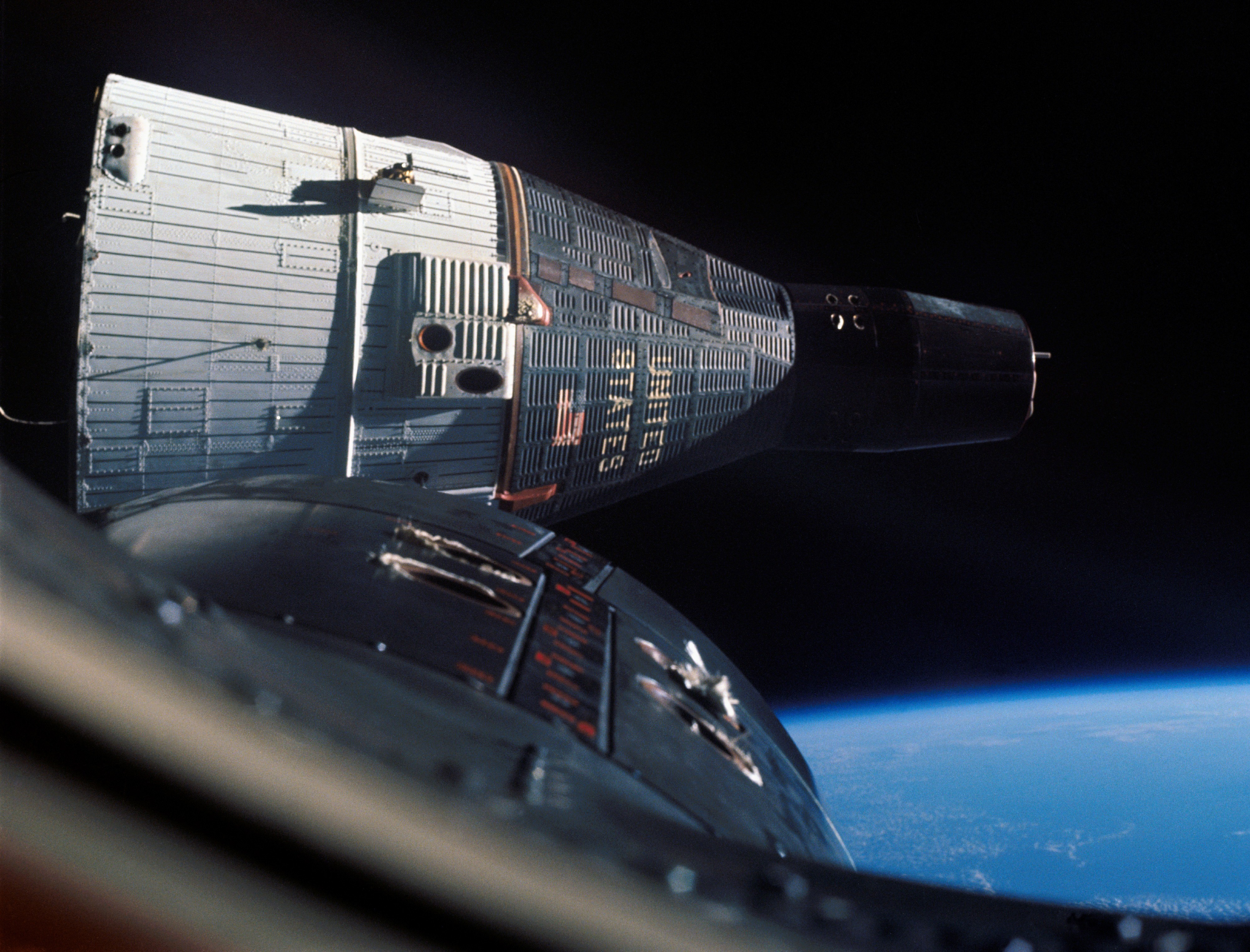
쌍둥이자리 6에서 본 쌍둥이자리 7

그 쌍둥이자리 7일 동안 14일 동안 지속된다는 것은 처음부터 알고 있었고, 보먼에게 준비할 시간을 주었다. 건강을 유지하기 위해 그와 Lovell은 2 to 3 마일 (3.2 to 4.8 km) 하루, 퇴근 후 핸드볼을 했다. 그들은 우주선이 제작된 미주리주 세인트루이스 의 McDonnell Aircraft 공장을 방문했다. 8,076 파운드 (3,663 kg), 250 파운드 (110 kg) 이전 쌍둥이자리 우주선보다 무겁다. 특별한 절차 소모품 쓰레기의 적재를 위해 개발되었다. 가벼운 우주복은 우주 비행사를 더 편안하게 하기 위해 개발되었다.
임무에 영향을 미치는 주요 변경 사항은 Gemini 6의 Agena 목표 차량이 치명적인 고장을 겪었을 때 발생했다. 이 임무는 아폴로 프로젝트의 요구 사항인 제미니 프로젝트의 목적인 궤도 랑데부를 연습하기 위한 것이었다. 보먼은 제미니 6호 발사를 관찰하기 위해 케네디 우주 센터 (KSC)에 있었고 두 명의 McDonnell 관리인 우주선 책임자인 Walter Burke와 그의 대리인인 John Yardley가 Gemini 사용 가능성에 대해 논의하는 것을 들었다. 7번은 약속 장소로. 보먼은 두 우주선을 도킹하는 아이디어를 거부했지만 그렇지 않으면 아이디어가 가치가 있다고 생각했다.
어떻게 달성할 수 있는지에 대한 약간의 논의 후에 승인되었다. 6555번째 항공우주 시험동은 쌍둥이자리를 해체했다. 6 및 조립된 쌍둥이자리 7 케이프 커내버럴 공군 기지 발사 단지 19 . 쌍둥이 자리 7은 1965년 12월 6일 현지 시간으로 14시 30분에 발사되었다. 그런 다음 Gemini 발사 경주가 시작되었다. Wally Schirra 와 Tom Stafford가 탑승한 6호. 12월 15일 현지 시간으로 08:37에 완료되었다. 쌍둥이자리 6 쌍둥이자리와의 랑데뷰 완료 7시 14시 33분 두 공예품은 30 센티미터 (12 in) 서로. 어느 시점에서 Schirra는 보먼이 "Beat Army"라는 문구를 읽을 수 있도록 창에서 표지판을 들어 올렸다. Schirra, Stafford 및 Lovell은 모두 미국 해군사관학교 졸업생이었다. 보먼은 수적으로 열세였다.

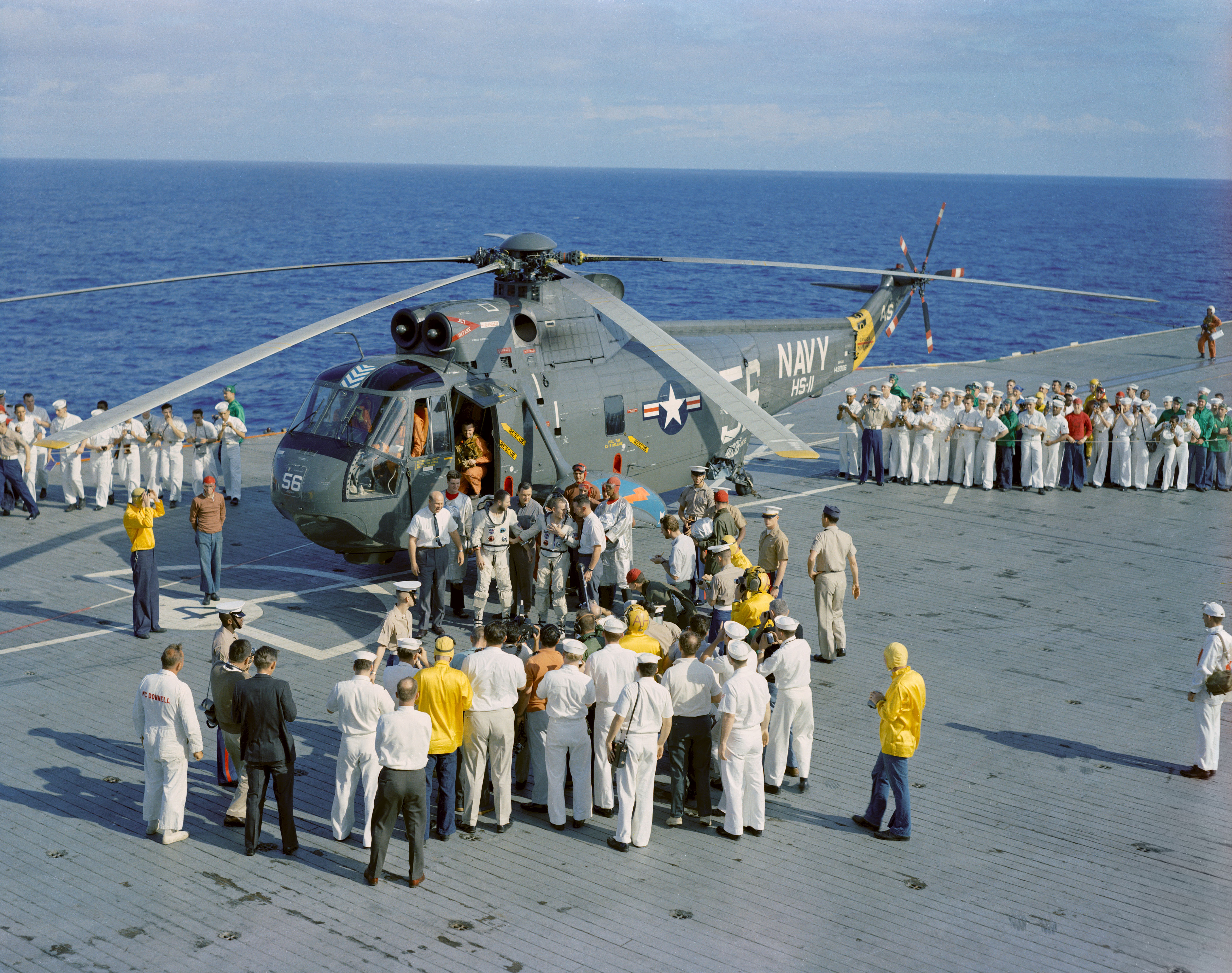
보먼과 Lovell이 회수함인 항공모함

쉬라와 스태포드가 떠나 지구로 돌아왔을 때, 보먼과 러벨은 아직 3일이나 남은 작은 차 앞자리 크기의 공간이었다. 보먼은 뭔가 잘못되어 조기 귀국을 변명할 수 있기를 바랐다. 드디어 12월 18일, 귀국의 시간이 되었다. 2명의 우주비행사들은 각성제 덱세드린의 도움으로 활력을 얻었다. 재진입은 완벽하게 이루어졌고 쌍둥이자리는 7개의 우주선 이 6.4 마일 (10.3 km) 회수함에서 항공모함 USS Wasp . 보먼은 이전에 항공모함을 타본 적이 없었으며 그 크기에 경외감을 느꼈다. 보먼은 이 임무에 대해 NASA의 뛰어난 서비스 메달  대령으로 진급했다 . 37세의 나이로 공군 최연소 대령이었다.

### 아폴로 프로젝트
프로젝트 Apollo를 계획하면서 Slayton은 초기 쌍둥이자리 임무를 지휘한 경험 많은 우주 비행사의 지휘 하에 새로운 승무원을 지정했다. 달 모듈 이 있는 임무에서 선임 조종사(나중에 명령 모듈 조종사로 알려짐)도 경험이 풍부한 우주 비행사일 것이다. 그는 명령 모듈을 단독으로 비행해야 하기 때문이다. 보먼은 두 번째 임무인 달 모듈이 없는 지구 궤도 임무를 위한 백업 임무를 받았다. 그런 다음 그는 달 모듈로 네 번째 중형 지구 궤도 임무를 지휘할 것이다. 그는 수석 조종사로 Charles Bassett 을, 조종사로 Bill Anders를 받았다(나중에 달 모듈 조종사로 알려짐).  Bassett은 Gemini 9호로 비행할 예정이었으나 See도 사망한 항공 사고로 사망했다. 그 후 보먼은 Stafford를 선임 조종사로, Collins는 조종사로 임명되었다. 그 후 Stafford는 자신의 승무원을 배정받았고 Anders는 보먼의 승무원으로 재배정되었다. Collins는 Gemini 10에서 우주 비행 경험이 있었기 때문에 수석 조종사가 되었다. 두 번째 임무는 삭제되었지만 보먼's는 변경되지 않고 그대로 유지되었지만 이제 세 번째 임무가 되었고 백업 책임이 없었다.  승무원 선택은 1966년 12월 22일 NASA 보도 자료에서 공식적으로 발표되었다.
1967년 1월 27일, 최초의 유인 아폴로 임무( 아폴로 1호)의 승무원 – AS-204로 지정됨), Gus Grissom, Ed White 및 Roger B. Chaffee는 명령 모듈에서 화재로 사망했다. 이 치명적인 사고 이후 AS-204 사고 검토 위원회는 화재의 근본 원인을 조사하고 시정 조치를 권고하는 임무를 받았다. 보먼은 9명으로 구성된 심사 위원회에서 근무한 유일한 우주 비행사로 선정되었다. 그는 소손된 명령 모듈을 점검하고 스위치와 회로 차단기의 위치를 확인했다. 1967년 4월 이사회에서 근무하는 동안 보먼은 미국 하원과 상원 위원회에서 아폴로를 조사한 5명의 우주비행사 중 한 명이었다. 1 화재(다른 사람들은 Shepard, Schirra, Slayton 및 McDivitt였다). 보먼은 거칠고 때로는 적대적인 질문에 직면했다. 보먼의 증언은 의회가 Apollo가 다시 비행하는 것이 안전할 것이라고 확신시키는 데 도움이 되었다. 그는 그들에게 말했다 : "우리는 우리의 관리에 확신 당신을 말하려고, 우리의 기술과 우리 자신에 있다. 내 생각에 질문은 정말: 당신은 우리를 확신합니까?" 
재난의 여파로 Joe Shea는 Apollo 프로젝트의 관리자에서 사임했다. MSC의 이사인 로버트 길루스(Robert Gilruth )는 보먼(보먼)에게 그 자리를 제안했지만 거절했다. 그 일은 Gilruth의 대리인 George Low 에게 주어졌다. 보먼은 AS-204 사고 검토 위원회의 권장 사항 구현을 감독하기 위해 명령 모듈이 만들어진 캘리포니아 다우니 에 있는 북미 항공 공장에 임시 배치를 수락했다. 보먼은 재난의 근본 원인 중 하나에 직면해야 했다. 즉, 작업을 제시간에 완료하고 가능한 한 우주선을 제작하는 것 사이의 자연스러운 긴장이었다.
보먼은 효과적인 비상 산소 시스템의 설계에 대해 North American에서 안전 엔지니어링을 담당하고 있던 테스트 파일럿 Scott Crossfield 와 논쟁했다. 보먼은 유해 가스로부터 승무원을 보호하지 못하기 때문에 설계를 수락하기를 거부했다. Crossfield는 그런 다음 Crossfield가 안전하지 않다고 간주 한 Saturn V Moon 로켓의 두 번째 단계 인 North American의 S-II 인도에 반대했다. 보먼은 North American의 경영진에게 Crossfield와 함께 일할 수 없다고 알렸고 Crossfield는 결국 회사를 떠났다. 우주비행사들이 몇 분이 아닌 몇 초 안에 빠져나갈 수 있도록 재설계된 해치는 1,500 파운드 (680 kg) 우주선의 무게. 추가 무게를 지탱할 수 있도록 낙하산을 다시 설계해야 했으며 다시 테스트하는 데 250,000달러가 들었다. 이로 인해 비용이 과하다고 생각한 George Mueller와 충돌이 발생했다.

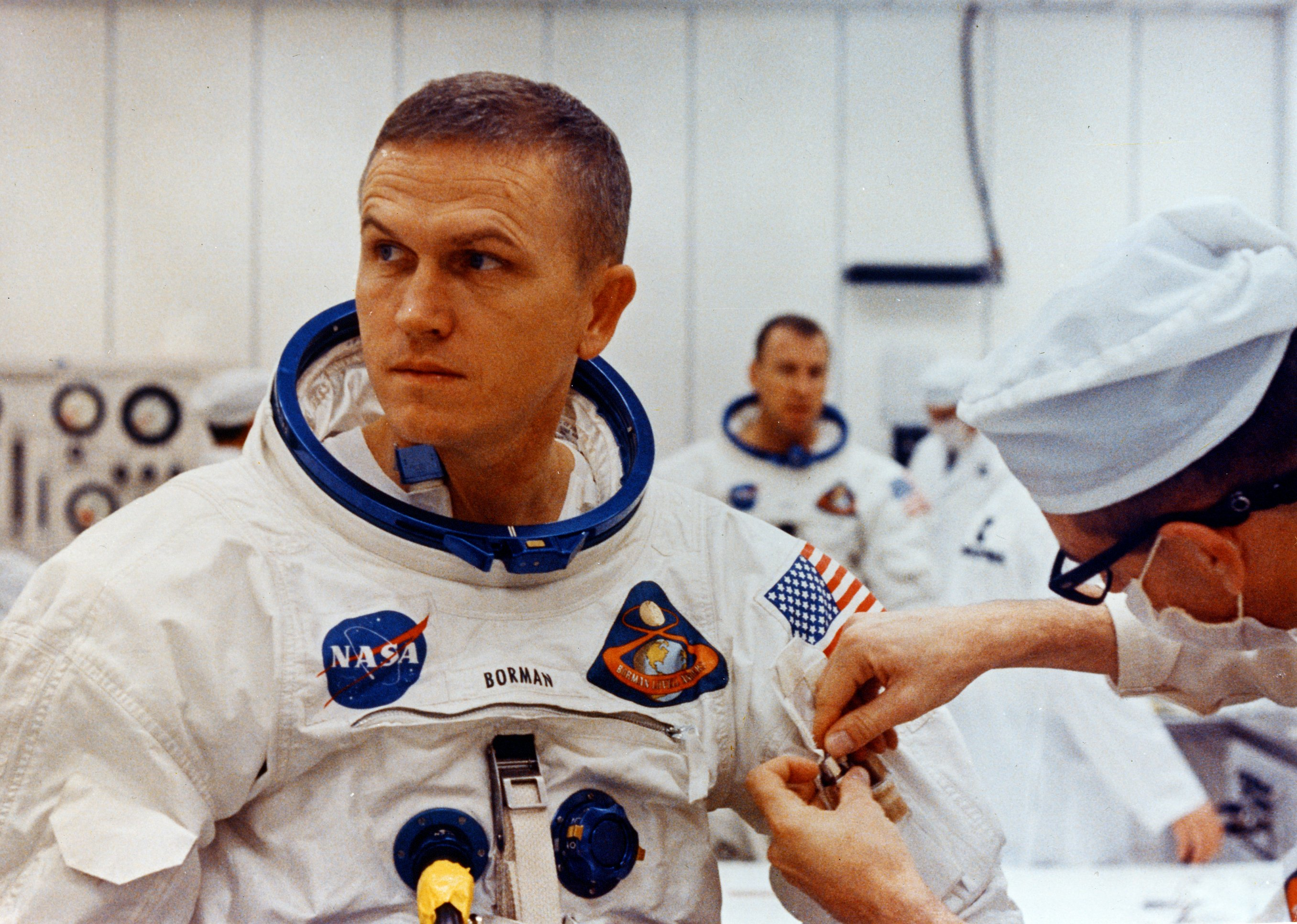
보먼은 발사일에 Apollo 8을 준비한다.

보먼의 중간 지구 궤도 달 모듈 테스트 임무는 현재 Apollo 9로 계획되었으며 1968년 12월 McDivitt가 지휘한 낮은 지구 궤도 이후 1969년 초에 잠정적으로 예정되어 있다. 승무원 배정은 1967년 11월 20일에 공식적으로 발표  1968년 7월 콜린스는 수술을 받아야 하는 경추 추간판 탈출증을 겪었다. 그는 1968년 7월에 Lovell로 교체되어 보먼과 Gemini를 재결합했다. 7명의 동료. 1968년 6월 아폴로 8호의 LM-3이 KSC에 도착했을 때 100개 이상의 중요한 결함이 발견되었고 길루스는 1968년에 LM-3이 비행할 준비가 될 것이라는 전망이 없다는 결론을 내렸다 
1968년 8월의 보고서에 대한 응답으로 CIA 소련이 달 플라이로 올해 말 이전을 고려하고 있다고,  낮은 트랙의 아폴로 프로그램을 유지하는 대담한 솔루션을 제안했다. 다음 명령/서비스 모듈(CSM)("CSM-103"으로 지정)이 LM-3보다 3개월 앞서 준비될 것이기 때문에 CSM 전용 임무는 1968년 12월에 비행할 수 있었다. 아폴로 7호의 비행을 반복하는 대신 달에 보내 지구로 돌아오기 전에 달 궤도에 진입할 수 있다. 이것은 또한 1969년 중반의 달 착륙 일정을 유지하면서 중간 지구 궤도 임무가 생략될 수 있음을 의미했다. Apollo 8의 임무가 변경되면서 Slayton은 McDivitt에게 여전히 비행하고 싶은지 물었다. McDivitt은 그것을 거절했다. 그의 승무원은 LM 테스트를 준비하는 데 많은 시간을 할애했고 그것이 그가 여전히 하고 싶어했던 일이었다. 보먼이 같은 질문을 때, 그는 주저없이 "예"라고 대답했다.

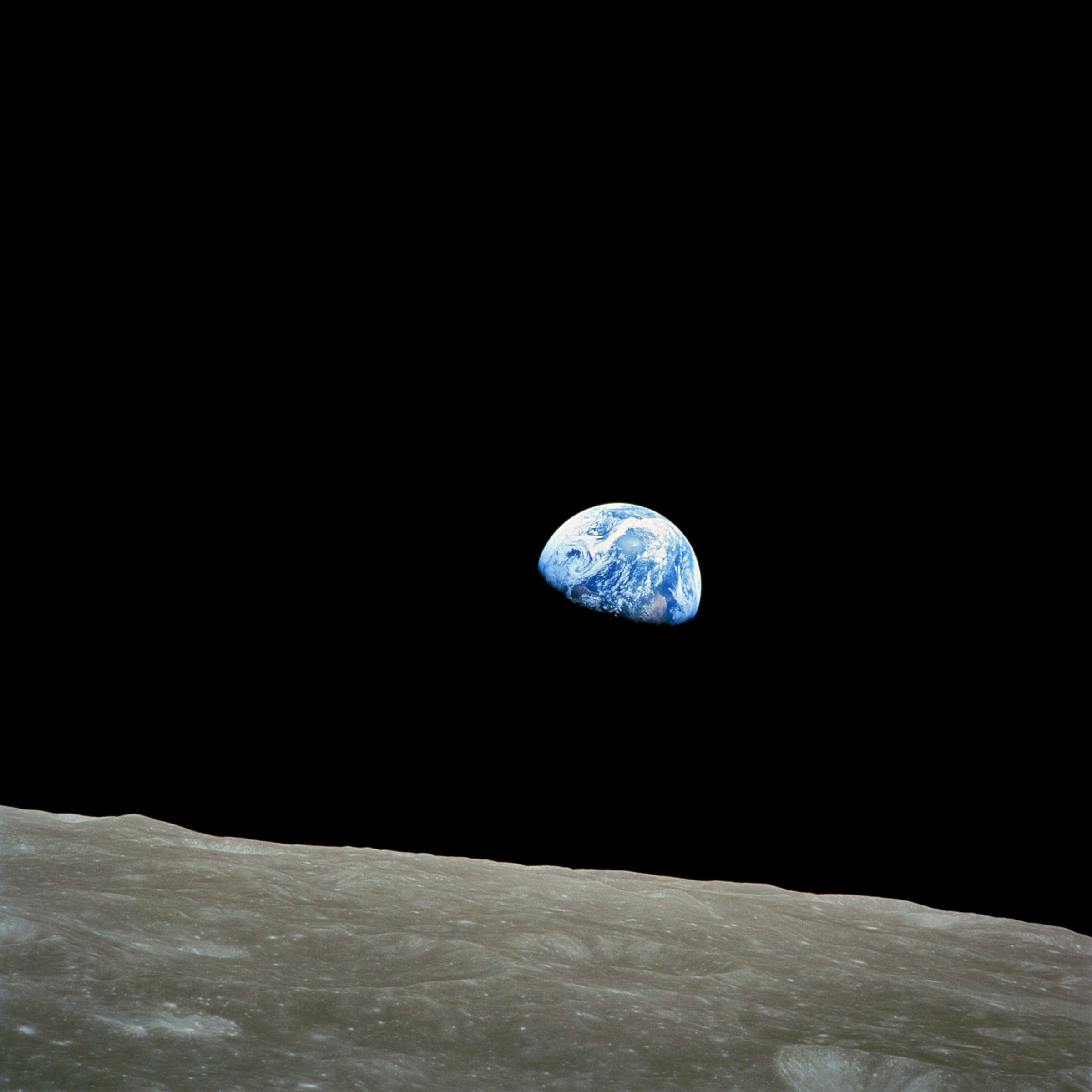
1968년 12월 24일 아폴로 8호 우주비행사 빌 앤더스가 촬영한 지구돋이

아폴로 8은 1968년 12월 21일 12:51:00 UTC ( 동부 표준시  두 번째 날 보먼은 몸이 아팠다. 그는 두 번 구토를 했고 한 차례 설사를 했다. 이로 인해 우주선은 토사물과 대변의 작은 구체로 가득 차 있었고 승무원은 가능한 한 최선을 다해 청소했다. 보먼은 자신의 의학적 문제에 대해 아무에게도 알리고 싶지 않았지만 Lovell과 Anders는 Mission Control에 알리고 싶었다. 아폴로 8 승무원과 Mission Control 의료진은 걱정할 것이 거의 없으며 보먼이 생각한 대로 보먼 의 질병은 24시간 독감이거나 수면제 부작용이라고 결론지었다.  연구원들은 이제 그가 우주비행사들의 전정계가 무중력 상태에 적응함에 따라 우주에서의 첫날 우주비행사들의 약 3분의 1에 영향을 미치는 우주 적응 증후군을 앓고 있다고 믿고 있다. 수성과 쌍둥이자리 임무에서는 우주비행사들이 우주선의 작은 선실에서 자유롭게 움직일 수 없었기 때문에 우주 적응 증후군이 발생하지 않았다. Apollo 명령 모듈의 증가된 객실 공간은 우주 비행사에게 더 큰 이동의 자유를 제공하여 우주 멀미 증상에 기여했다.
12월 24일 아폴로 8호는 달 궤도에 진입했다. 승무원은 지구로 돌아오기 전에 20시간 동안 달의 궤도를 10번 돌았다. 이 임무는 명령 모듈이 달 궤도를 도는 동안 달의 지평선 위로 떠오르는 지구의 Bill Anders가 찍은 Earthrise 사진과 전 세계 방송을 위해 공개된 달 궤도 에서 TV로 방영된 창세기의 낭독으로 유명하다. 발사 약 6주 전에 NASA의 공보 부국장인 Julian Scheer는 보먼에게 이 시간에 텔레비전 방송이 예정되어 있다고 말했고 적절한 말을 찾을 것을 제안했다. 보먼은 United States Information Agency에서 근무한 Simon Bourgin과 상담했으며 쌍둥이 자리 이후 극동의 친선 여행에 보먼과 Lovell과 동행했다. 7 미션. Bourgin은 차례로 United Press International의 전 기자였던 Joe Laitin에게 아폴로를 제안했다. 8명의 선원들이 창세기를 읽었다. 해당 내용은 방송용 내화종이에 전사됐다. , 보먼 나중에 농담 "진정으로 역사적인했던 것들 중 하나" "우리가 읽을 수있는 좋은 가톨릭 빌 앤더스 얻었다이었다 킹 제임스 버전 성경의를." 

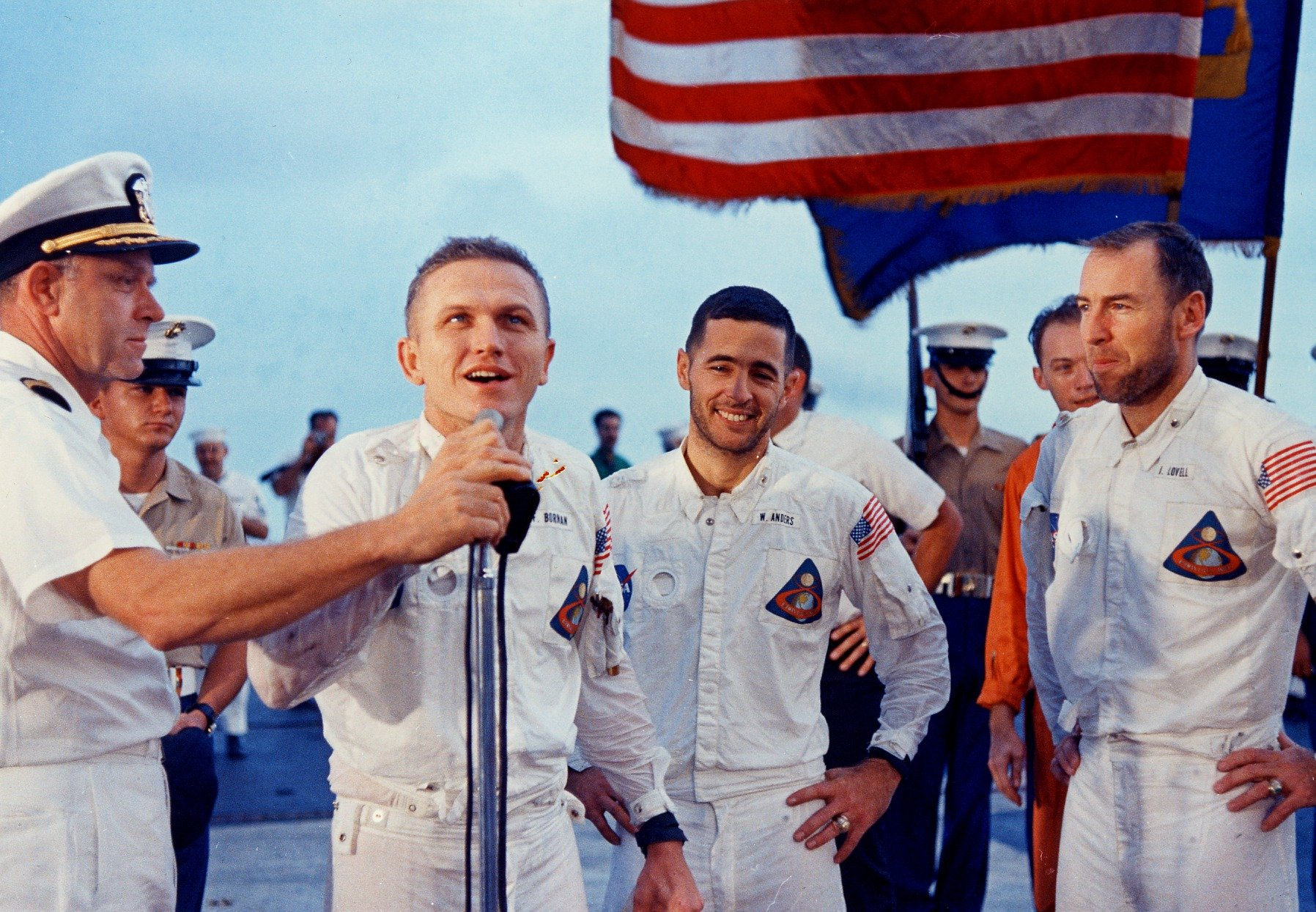
의 승무원에게 연설하는 보먼

아폴로 8 우주선은 12월 27일 금요일 10:51:42 UTC(동부 표준시 05:51:42)에 어둠 속으로 떨어졌다. 보먼은 이에 대해 주장했다. 일광 착륙은 달을 적어도 12번 공전해야 했으며 보먼은 이것이 필요하다고 생각하지 않았다. 우주선이 물을 명중 할 때 보먼은 충분히 빠르게 낙하산을 해제 스위치를 가볍게하지 않았다. 그들은 우주선을 끌고 와서 거꾸로 놔뒀다. 이 위치에서 깜박이는 신호등은 복구 헬리콥터에서 볼 수 없었다. 보먼은 우주선의 코에 있는 가방을 부풀렸고, 우주선은 스스로를 바로 잡았다. 임무 기본 규칙에 따라 일광 복구가 필요했기 때문에 승무원은 현지 일출까지 45분을 기다려야 개구리맨이 해치를 열 수 있었다.
아폴로 8은 미국과 대부분의 세계에서 격변을 겪었던 해인 1968년 말에 나왔다. 그들은 다른 천체를 도는 최초의 인간이었으며 승무원들조차 완전히 성공할 확률이 550분의 1에 불과하다고 평가한 임무에서 살아남았다. 아폴로의 효과 8은 임무 후 보먼이 받은 낯선 사람의 전보에 요약되어 있다. 당신은 1968년을 구했다." 
승무원들은 뉴욕, 시카고 및 워싱턴 DC에서 시세 표시 테이프 퍼레이드 를 받았으며, 그곳에서 Lyndon B. Johnson 대통령 이 수여하는 NASA Distinguished Service Medal 을 받았다. 보먼은 또한 공군 공로훈장을 받았다. 그 후, 보먼은 다른 NATO 국가의 우주 프로그램에 대해 더 많이 알아보기 위한 부차적인 목적으로 유럽의 친선 순방에 파견되었다. 그는 버진(Bourgin)과 국무부 의정서 차장인 니콜라스 루웨(Nicholas Ruwe)와 동행했다. 보먼은 영국 버킹엄궁 에서 엘리자베스 2세 여왕, 필립공, 10대 앤 공주, 프랑스 샤를 드골 대통령, 로마 교황 바오로 6세, 벨기에 보두앵 왕과 파비올라 여왕을 만났다 .
우주 저널리스트인 Andrew Chaikin 은 Gus Grissom이 사망한 후 보먼이 첫 번째 달 착륙 시도를 지휘할 Slayton의 선택이 되었다고 주장한다. 1968년 가을, Slayton은 보먼에게 첫 번째 상륙 명령을 제안했지만 거절했다. 아폴로 이전에 8편이 이륙한 보먼은 그것이 그의 마지막 비행이 될 것이며 1970년에 은퇴할 것이라고 결정했다. 공군에서 20년 동안 복무한 후 그는 연금을 받을 자격이 있었다. 보먼은 1999년 인터뷰에서 "NASA에 합류한 이유는 달 프로그램인 Apollo Program에 참여하고 러시아인을 이길 수 있기를 희망했다. 나는 개인의 목표를 위해 그것을 본 적이 없다. 나는 달에 첫 번째 사람이 되고 싶었던 적이 없었고 솔직히 말해서 아폴로 11호가 끝났을 때 임무도 끝났다. 나머지는 케이크에 설탕을 입힌 것이었다."
1969년 초에 보먼은 Eastern Air Lines의 특별 고문이 되었다. 다음 해에 그는 6주 동안 진행되는 Harvard Business School의 고급 관리 프로그램을 이수했다 . 1970년 7월 1일에 이스턴 항공에 합류하여 마이애미로 옮겼다.에서 12 월 그는 작업의 수석 부사장이되었다. 1972년 12월 29일 저녁, 보먼은 이스턴 에어 라인 401편이 플로리다의 에버글레이즈 근처 레이더에서 사라졌다는 전화를 받았다. 150 야드 (140 m)의 어둠 속에 착륙할 수 있었다. 충돌 현장에서 허리 깊숙이 어두운 늪을 통과하여 충돌 희생자를 구조하고 생존자를 구조 헬리콥터에 태우는 것을 도왔다.
보먼과 Susan은 마이애미를 떠나 뉴멕시코주 라스 크루세스 로 이사했다. 한동안 그는 그의 아들 Fred가 설립한 Las Cruces Ford 대리점의 대주주였다. 그는 Home Depot, National Geographic, Outboard Marine Corporation, Automotive Financial Group, Thermo Instrument Systems 및 American Superconductor의 이사회 구성원이었다. 그는 1988년 7월부터 1996년 8월까지 레이저에 대한 특허를 보유한 소규모 회사인 Patlex Corporation의 CEO였다 그해에 그는 Robert J. Serling 과 공동 집필 한 자서전 Countdown 을 출판했다.